# ريبيكا غوس
ريبيكا غوس (بالإنجليزية: Rebecca Goss)‏ هي كاتِبة وشاعرة بريطانية، ولدت في 1974.